# Peter Rasmussen (játékvezető)
Peter Rasmussen (Koppenhága, 1975. október 15. –) dán nemzetközi labdarúgó-játékvezető.

## Pályafutása

### Nemzeti játékvezetés
A játékvezetésből 1994-ben vizsgázott, 2004-ben lett az I. Liga játékvezetője.

#### Nemzeti kupamérkőzések
Vezetett Kupa-döntők száma: 1.

##### Dán-kupa
| Időpont         | Helyszín                   | Mérkőzés típusa | Mérkőzés                 | Eredmény | Nézők száma |
| --------------- | -------------------------- | --------------- | ------------------------ | -------- | ----------- |
| 2009. május 21. | Parken Stadion, Koppenhága | döntő           | AaB Fodbold–FC København | 0 – 1    | 29 249      |

### Nemzetközi játékvezetés
A Dán labdarúgó-szövetség (DBU) Játékvezető Bizottsága (JB) terjesztette fel nemzetközi játékvezetőnek, a Nemzetközi Labdarúgó-szövetség (FIFA) 2006-tól tartotta nyilván bírói keretében. Több nemzetek közötti válogatott és klubmérkőzést vezetett. FIFA JB besorolás szerint 2012-től elit kategóriás bíró. A dán nemzetközi játékvezetők rangsorában, a világbajnokság-Európa-bajnokság sorrendjében többedmagával a 4. helyet foglalja el 8 találkozó szolgálatával. Válogatott mérkőzéseinek száma: 11. (2012)
A FIFA engedélyével első alkalommal tesztelték a Gólbíró-technológiát (bár nem befolyásolhatta a döntéseket).
| Időpont         | Helyszín                | Mérkőzés típusa     | Mérkőzés       | Eredmény | Nézők száma |
| --------------- | ----------------------- | ------------------- | -------------- | -------- | ----------- |
| 2012. június 2. | Wembley Stadion, London | válogatott mérkőzés | Anglia–Belgium | 1 – 0    | 85 091      |

#### Világbajnokság
A világbajnoki döntőhöz vezető úton Dél-Afrikába a XIX., a 2010-es labdarúgó-világbajnokságra és Brazíliába a XX., a 2014-es labdarúgó-világbajnokságra a FIFA JB bíróként alkalmazta.

##### 2010-es labdarúgó-világbajnokság

###### Selejtező mérkőzés
| Időpont           | Helyszín                         | Mérkőzés típusa           | Mérkőzés             | Eredmény | Nézők száma |
| ----------------- | -------------------------------- | ------------------------- | -------------------- | -------- | ----------- |
| 2008. október 11. | Baldvin király Stadion, Brüsszel | előselejtező (5. csoport) | Belgium–Örményország | 2 – 0    | 20 949      |
| 2009. április 1.  | Városi Stadion, Amszterdam       | előselejtező (9. csoport) | Hollandia–Macedónia  | 4 – 0    | 47 750      |

##### 2014-es labdarúgó-világbajnokság

###### Selejtező mérkőzés
| Időpont           | Helyszín                   | Mérkőzés típusa           | Mérkőzés               | Eredmény | Nézők száma |
| ----------------- | -------------------------- | ------------------------- | ---------------------- | -------- | ----------- |
| 2012. október 12. | Philip II Stadion, Szkopje | előselejtező (A. csoport) | Macedónia–Horvátország | 1 – 2    | 25 230      |

#### Európa-bajnokság
Ausztria rendezte a 2007-es U19-es labdarúgó-Európa-bajnokságot, ahol a FIFA/UEFA JB bíróként mutatta be a résztvevőknek.
| Időpont          | Helyszín                     | Mérkőzés típusa        | Mérkőzés                | Eredmény |
| ---------------- | ---------------------------- | ---------------------- | ----------------------- | -------- |
| 2007. július 16. | Vorwärts Stadion, Steyr      | selejtező (B. csoport) | Németország–Oroszország | 3 – 2    |
| 2007. július 21. | Fill Metallbau Stadion, Ried | selejtező (A. csoport) | Portugália–Ausztria     | 2 – 0    |

Az európai labdarúgó torna döntőjéhez vezető úton Ausztriába és Svájcba a XIII., a 2008-as labdarúgó-Európa-bajnokságra az UEFA JB játékvezetőként foglalkoztatta.

##### 2008-as labdarúgó-Európa-bajnokság

###### Selejtező mérkőzés
| Időpont            | Helyszín                     | Mérkőzés típusa           | Mérkőzés            | Eredmény | Nézők száma |
| ------------------ | ---------------------------- | ------------------------- | ------------------- | -------- | ----------- |
| 2007. február 7.   | Olimpiai Stadion, Serravalle | előselejtező (D. csoport) | San Marino–Írország | 1 – 2    | 3300        |
| 2007. november 17. | AWD Stadion, Hannover        | előselejtező (D. csoport) | Németország–Ciprus  | 4 – 0    | 44 500      |

##### 2012-es labdarúgó-Európa-bajnokság

###### Selejtező mérkőzés
| Időpont           | Helyszín                        | Mérkőzés típusa           | Mérkőzés                 | Eredmény | Nézők száma |
| ----------------- | ------------------------------- | ------------------------- | ------------------------ | -------- | ----------- |
| 2010. október 12. | Dinamo Stadion, Minszk          | előselejtező (D. csoport) | Fehéroroszország–Albánia | 2 – 0    | 7000        |
| 2011. október 11. | Turk Telekom Stadion, Isztambul | előselejtező (A. csoport) | Törökország–Azerbajdzsán | 1 – 0    | 32 174      |

Svédország rendezte a 17., a 2009-es U21-es labdarúgó-Európa-bajnokságot, ahol az UEFA JB játékvezetőként alkalmazta.
| Időpont          | Helyszín                      | Mérkőzés típusa        | Mérkőzés               | Eredmény | Nézők száma |
| ---------------- | ----------------------------- | ---------------------- | ---------------------- | -------- | ----------- |
| 2009. június 18. | Örjans vall Stadion, Halmstad | selejtező (B. csoport) | Németország–Finnország | 2 – 0    | 6011        |
| 2009. június 22. | Örjans vall Stadion, Halmstad | selejtező (B. csoport) | Németország–Anglia     | 1 – 1    | 7414        |

#### Nemzetközi kupamérkőzések

##### UEFA-bajnokok ligája
| Időpont             | Helyszín                | Mérkőzés típusa                    | Mérkőzés                     | Eredmény |
| ------------------- | ----------------------- | ---------------------------------- | ---------------------------- | -------- |
| 2008. augusztus 14. | Stade de Suisse, Nantes | második selejtezőkör (1. mérkőzés) | BSC Young Boys–Debreceni VSC | 4 – 1    |